# Practicing Wisdom – The Perfection of Shantideva’s Bodhisattva Way
A Practicing Wisdom – The Perfection of Shantideva's Bodhisattva Way (magyarul: A bölcsesség gyakorlása – Santidéva bódhiszattva ösvényének tökéletessége) című könyv, az A Flash of Lightning in the Dark of Night című bestsellerhez hasonlóan Santidéva A bodhiszattva ösvény (Bodhicsarjavatára) című művére épül. Míg az előbbiben csupán egy rövid részlet szerepel az összetett kilences fejezetből, addig az utóbbiban a teljes szöveg és annak szövegmagyarázata is helyet kapott. A tanítások egy 1993-as franciaországi előadás keretében hangzottak el, amelyet később Thupten Dzsinpa, a dalai láma legfőbb magántolmácsa fordított le és szerkesztett.
A könyvnek nem jelent meg magyar nyelvű kiadása.

## Tartalma
Santidéva azt írja az A bodhiszattva ösvény című művében, hogy „Buddha tanításainak minden ágát a bölcsességért tanítják. Amennyiben valaki szeretne véget vetni a szenvedésnek, annak ki kell fejlesztenie a bölcsességet”. A tibeti buddhizmusban Shantidéva művének kilencedik fejezetét Buddha egyik legautentikusabb tanításának tekintik, és minden más buddhista gyakorlatot ennek a bölcsességnek a kifejlesztésére szánt támasztékként értelmeznek. A könyvben a dalai láma megerősíti a róla kialakult bölcs buddhista mester képét azzal, ahogyan különböző és ellentétes magyarázatokkal szolgál a nyingma és a gelug iskolák nézeteiről, és elvezeti az olvasót az üresség tanának legmélyebb magyarázatáig.